# Deutsche Chronometerprüfstelle

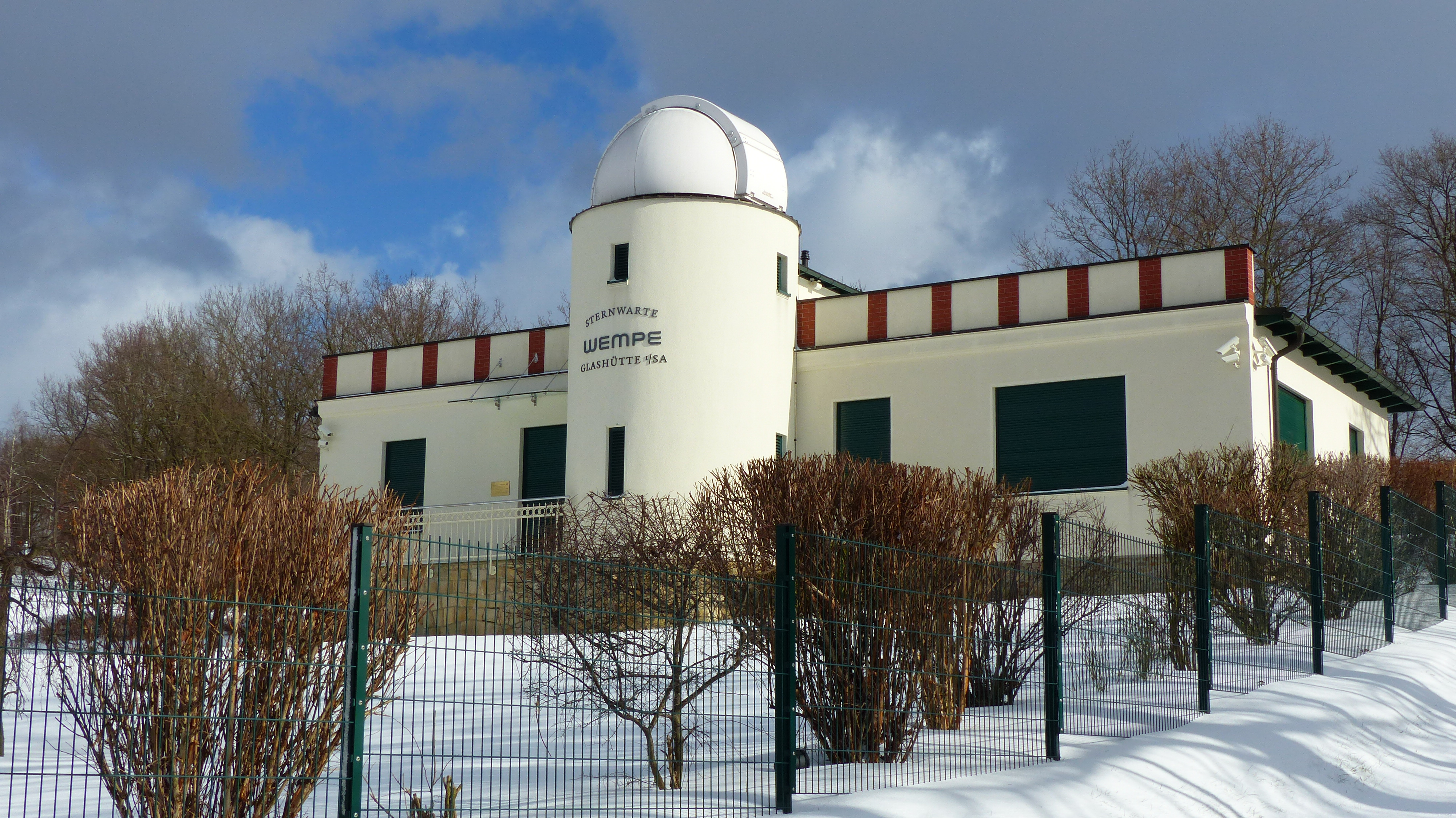
Sternwarte Glashütte (2015)

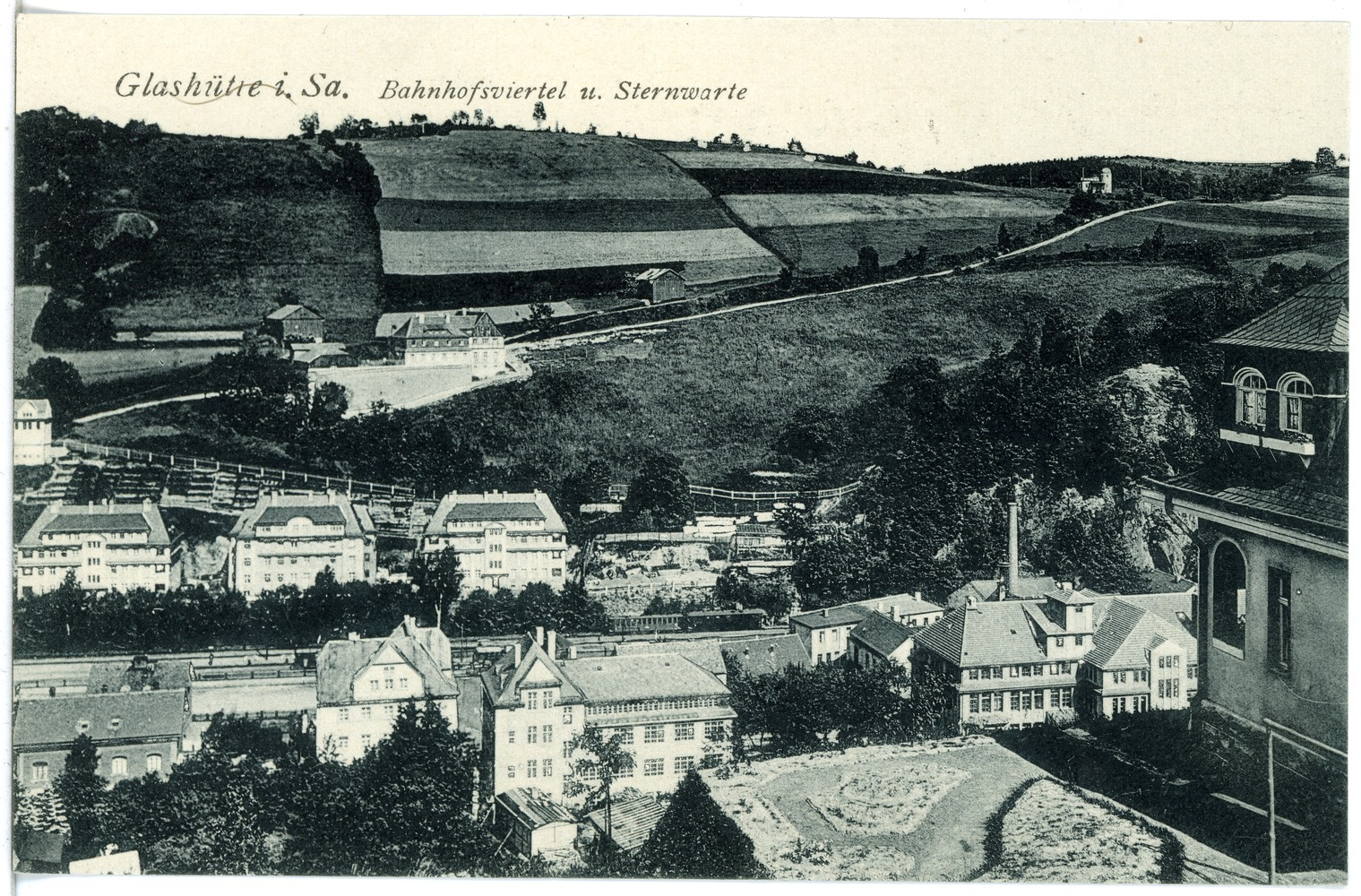
Glashütte in Sachsen, Bahnhofsviertel und Sternwarte (1925)

Die Deutsche Chronometerprüfstelle wurde 2006 in der alten Sternwarte der sächsischen Uhrenstadt Glashütte gegründet. Schon 1910 wurde hier astronomisch exakt das für alle verbindliche Zeitsignal ermittelt. Glashütte ist außerhalb der Schweiz der einzige Ort weltweit, an dem Armbanduhren mit einer speziellen Chronometer-Prüfung getestet werden und eine offizielle Stelle die Ganggenauigkeit zertifiziert.

## Geschichte
Die Sternwarte in Glashütte wurde zwischen 1904 und 1910 von der Uhrmachervereinigung Urania errichtet. Ab 1910 wurde hier astronomisch exakt das für alle verbindliche Zeitsignal ermittelt. Die Urania ist in der griechischen Mythologie die Muse der Sternkunde. In Glashütte war sie der Name der Schülervereinigung der Deutschen Uhrmacherschule Glashütte.

„In Glashütte, der sächsischen Stadt, deren Name durch ihre Uhrenerzeugung weltbekannt ist, besteht seit länger als zehn Jahren eine Sternwarte, die die dortige Uhrmacherverbindung ‚Urania‘ gegründet hat. Der Bau der Sternwarte liegt in reizvoller landschaftlicher Umgebung außerhalb der Stadt auf einer Höhe und ist seinerzeit, wie die ‚Deutsche optische Wochenschrift‘ hervorhebt, aus freiwilligen Beiträgen der Mitglieder gebaut und eingerichtet worden. Die astronomische Ausrüstung der Sternwarte besteht aus einem Refraktor und einem Passageinstrument, mit denen schon recht wertvolle Beobachtungen ausgeführt wurden. Hier werden die Schüler der Glashütter Uhrmacherschule praktisch in die astronomische Zeitbestimmung eingeweiht. Allwöchentlich vereinigt ein ‚Astronomischer Abend‘ die Mitglieder. Dann werden Vorträge wissenschaftlichen, belehrenden und unterhaltenden Inhaltes gehalten und, wenn der Nachthimmel besonders klar ist, Beobachtungen am Refraktor ausgeführt.“

Ende der 1930er Jahre planten Otto Lange, der Enkel Ferdinand Adolph Langes, und Herbert Wempe, Inhaber der Wempe Chonometerwerke in Hamburg, hier die Einrichtung eines Reglage-Betriebes. Durch den Zweiten Weltkrieg wurde dies verhindert. Beide Firmen hatten stattdessen Chronometer für die deutsche Marine und Luftwaffe zu fertigen. Nach dem Krieg geriet die Sternwarte in kommunales Eigentum und in Vergessenheit, sie verfiel zur Ruine.
Nach der Schließung der Chronometerprüfstelle in Stuttgart im Jahr 1970 gab es in Deutschland 36 Jahre lang keine amtliche Chronometerprüfung mehr. 2005 konnte Wempe die Sternwarte kaufen, renovieren und zur einzigen deutschen Chronometerprüfstelle ausbauen. Zudem wurde das historische Gebäude wieder mit astronomischen Geräten ausgestattet und das Observatorium für die Sternbeobachtung instand gesetzt. Aufgrund der Größe können nur fünf Personen die Kuppel gleichzeitig betreten.
Die Deutsche Chronometerprüfstelle in Glashütte startete 2006 mit zweitausend geprüften Chronometern. Als unabhängiges Institut wird sie vom Thüringer Landesamt für Verbraucherschutz (TLV) in Kooperation mit dem Sächsischen Staatsbetrieb für Mess- und Eichwesen (SME) betrieben. Über die Einhaltung von Normen und Toleranzen wacht die Deutsche Akkreditierungsstelle (DAkkS).

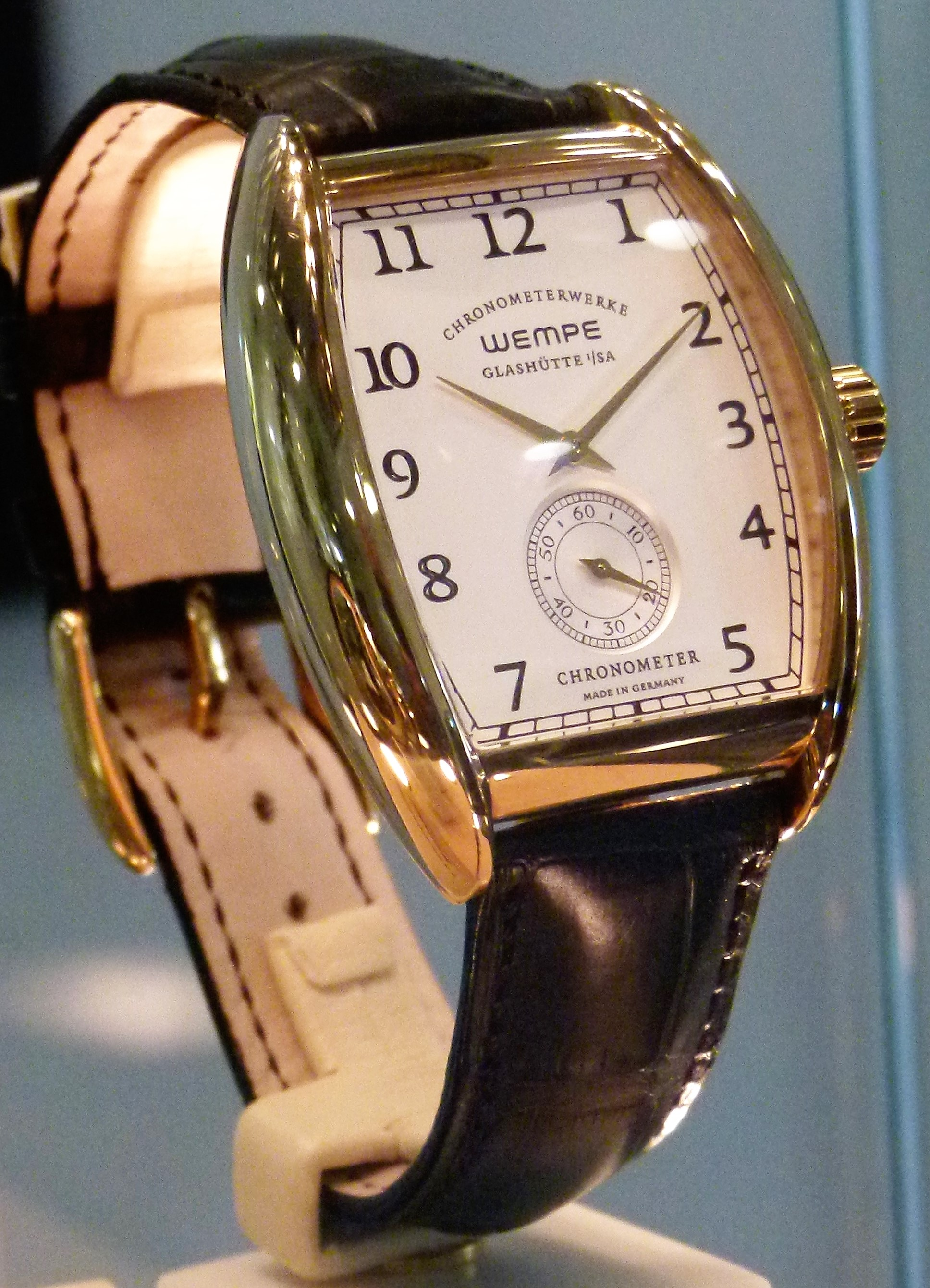
Chronometer Armbanduhr

Jedes einzelne mechanische Uhrwerk muss, fertig ins Gehäuse eingeschalt, eine fünfzehn Tage dauernde Prüfung nach ISO 3159 bestehen, bei der die Gangwerte in fünf Lagen kontrolliert und registriert werden. Der mittlere tägliche Gang darf dabei maximal zwischen minus vier und plus sechs Sekunden liegen, wobei die mittlere tägliche Gangabweichung zwei Sekunden nicht überschreiten darf. Zu den Gangprüfungen kommen noch erschwerte Bedingungen von mehreren Temperaturwechseln. Getestet wird in einer Wärmekammer, in der die jeweils vorgeschriebene Temperatur von acht, 23 und 38 Grad Celsius herrscht. Hierzu werden die Uhren jeweils zu fünft auf der Prüfvorrichtung befestigt und nacheinander in die verschiedenen erforderlichen Lagen gebracht. Jedes Prüfstück bleibt 24 Stunden lang bei einer bestimmten Temperatur in einer bestimmten Lage. Jeden Tag werden die Prüfstücke kurz aus den Wärmekammern genommen, um durch optische Messgeräte mit jeweils fünf Kameras die nötigen Messungen durchzuführen. Hierbei werden auch die Werke aufgezogen und neu eingestellt. Alle Prüfungen finden bei circa 24 Prozent Luftfeuchtigkeit statt. Am zehnten Tag der Prüfungen werden gegebenenfalls vorhandene Komplikationen, wie z. B. ein Chronograph, eingeschaltet, um deren Verhalten auf die Ganggenauigkeit zu bestimmen. Erst wenn die Uhr diese Tests bestanden hat, bekommt sie die Prüfbescheinigung und darf die Bezeichnung „Chronometer“ auf dem Zifferblatt tragen.
Die deutschen Grenzwerte für mechanische Armbanduhren entsprechen Schweizer Werten der Prüfstelle Contrôle Officiel Suisse des Chronomètres (COSC). Dabei werden in Glashütte nicht nur die Werke, sondern – im Unterschied zur COSC – die fertig montierten Uhren getestet. Bei Quarzuhren dauert die Prüfung 11 Tage, und es gelten andere Werte.
Glashütte ist außerhalb der Schweiz der einzige Ort weltweit, an dem Armbanduhren mit einer speziellen Chronometer-Prüfung getestet werden und eine offizielle Stelle die Ganggenauigkeit zertifiziert. Wempe stellt die Räumlichkeiten. Die Gerätschaften und das Personal für die Chronometerprüfung sind jedoch der Behörde unterstellt.
Die aufwändige Prüftechnik vergleicht die aktuellen Gangwerte mit der Referenzzeit der Physikalisch-Technischen Bundesanstalt in Braunschweig.
Rund 8500 Uhren können derzeit pro Jahr geprüft werden.

## Prüfkriterium
Das Prüfkriterium einer mechanischen Armbanduhr nach ISO 3159 im Einzelnen:
- 2 Tage Krone links bei 23 °C
- 2 Tage Krone oben bei 23 °C
- 2 Tage Krone unten bei 23 °C
- 2 Tage Zifferblatt unten bei 23 °C
- 2 Tage Zifferblatt oben bei 23 °C
- 1 Tag Zifferblatt oben bei 8 °C
- 1 Tag Zifferblatt oben bei 23 °C
- 1 Tag Zifferblatt oben bei 38 °C
- 2 Tage Krone links bei 23 °C

Bei Quarzuhren, Reise- und Borduhren gelten andere Werte.